# Hanns Seidel
Hanns Seidel, születési nevén Hanns Franz Wendelin Seidel (Schweinheim, 1901. október 12. – München, 1961. augusztus 5.) 1955–1961 között a CSU elnöke, 1957 és 1961 között pedig Bajorország miniszterelnöke.

## Élete

### Ifjúkora és közéleti szereplővé válása
Johann Seidel kereskedő második gyermeke. Hatan voltak testvérek. Római katolikus vallásban nevelkedett. 1921-ben érettségizett az aschaffenburgi gimnáziumban a würzburgi, freiburgi és jénai egyetemeken tanult jogot, germanisztikát és közgazdaságtant. 1925-ben hivatalnokként kezdett el dolgozni, majd 1929 és 1940 között ügyvédként dolgozott Aschaffenburgban.  Egyetemi évei alatt, Würzburgban és Freiburgban, tagja lett a helyi katolikus diákegyletnek. 1932-ben belépett a Bajor Néppártba, amely a katolikus Centrum Párt(de) bajor ága volt. (Akárcsak később a CSU a CDU-nak.) Adolf Hitler és az NSDAP 1933-as hatalomra kerülése után letartóztatták, majd szabadulása után rövid időre Litvániába emigrált. Még 1940-ben hazatért és ügyvédként dolgozhatott tovább, 1940 és 1945-ben szolgált a Wehrmachtban, tartalékos hadnagyként szerelt le.

### Politikai pályája a második világháború után
A második világháború lezárulta után, 1945-ben belépett a megalakuló CSU-ba. Az amerikai hadvezetés Aschaffenburg tartományi tanácsosává nevezte ki. 1946-ban a bajor tartományi parlamenti választásokon megerősítették pozíciójában. 1947 őszén pedig Hans Ehard(de) bajor miniszterelnök gazdasági államminiszterré nevezte ki. Ezt a pozíciót 1954-ig töltötte be, miután a CSU ellenzékbe került, visszaadta megbízatását. A tartományi parlamentben őt választotta pártja szóvivőnek majd frakcióvezetőnek. 1955-ben ő lett a párt elnöke. Vezetése idején jelentősen megújult a CSU. 1957-ben pedig megválasztották a tartomány miniszterelnökének.
1959 végén súlyos autóbalesetben csigolyasérülést szenvedett el, ami miatt kénytelen volt pozíciójától megválni. 1961 nyarán elhunyt.

### Öröksége
A CSU 1966-ban létrejött pártalapítványa róla kapta a nevét: Hanns Seidel Alapítvány.
Ő adta nevét a hösbachi Hanns Seidel Gimnáziumnak is.
Politikájában végig elkötelezett volt a kereszténydemokrata értékek mellett. A fiatal demokrácia fennmaradásáért külön hangsúlyt fektetett az oktatás fejlesztésére.